# Rübe (Heraldik)

Zwei Zuckerrüben in verwechselten Farben Söllingen (Niedersachsen)

Die Rübe ist im Wappen in der Heraldik eine gemeine Wappenfigur.
Dargestellt wird eine keglige/kuglige Rübe mit einigen gleich- oder anders gefärbten Blättern. Die Rübe mit dem vollen Blattwerk und/oder auch Blütenstand ist unüblich. Welche Rübe im Wappen ist, sollte die Wappenbeschreibung klären, da sich die Darstellungen oft ähneln. Mögliche Rüben sind beispielsweise die Kohl- oder Steckrübe, der Rettich, die Möhre oder Mohrrübe, auch die wilde, der Meerrettich, die Zuckerrübe oder die Rote Rübe.

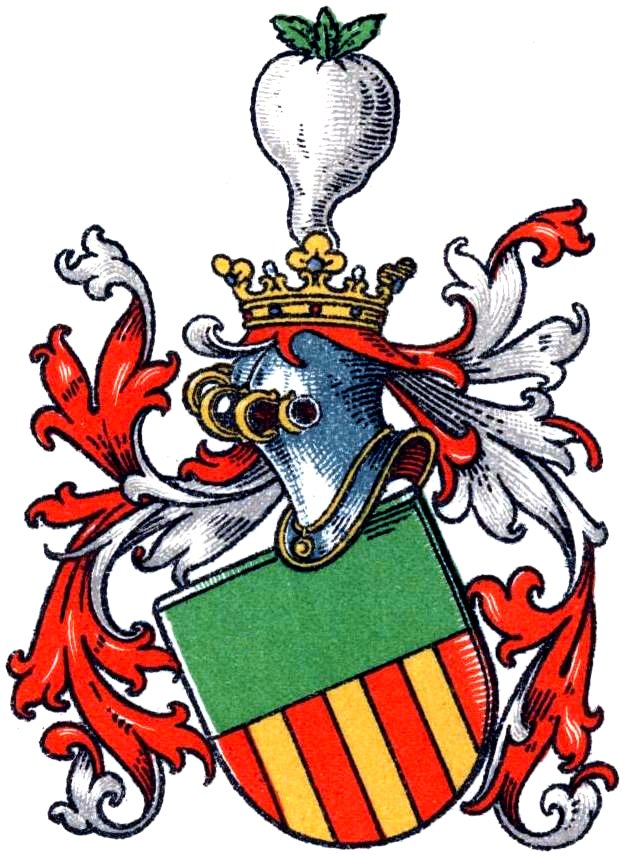
Wappen derer von Brent, mit Rübe als Helmzier
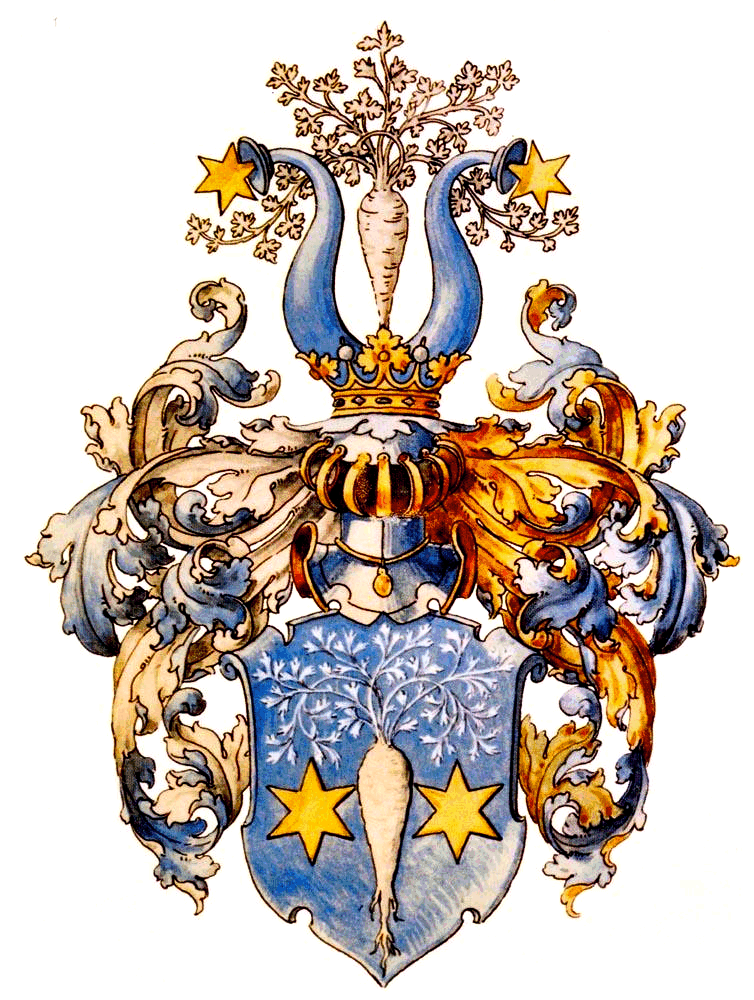
Wappen der Familie von Siemens, mit Wurzelpetersilie
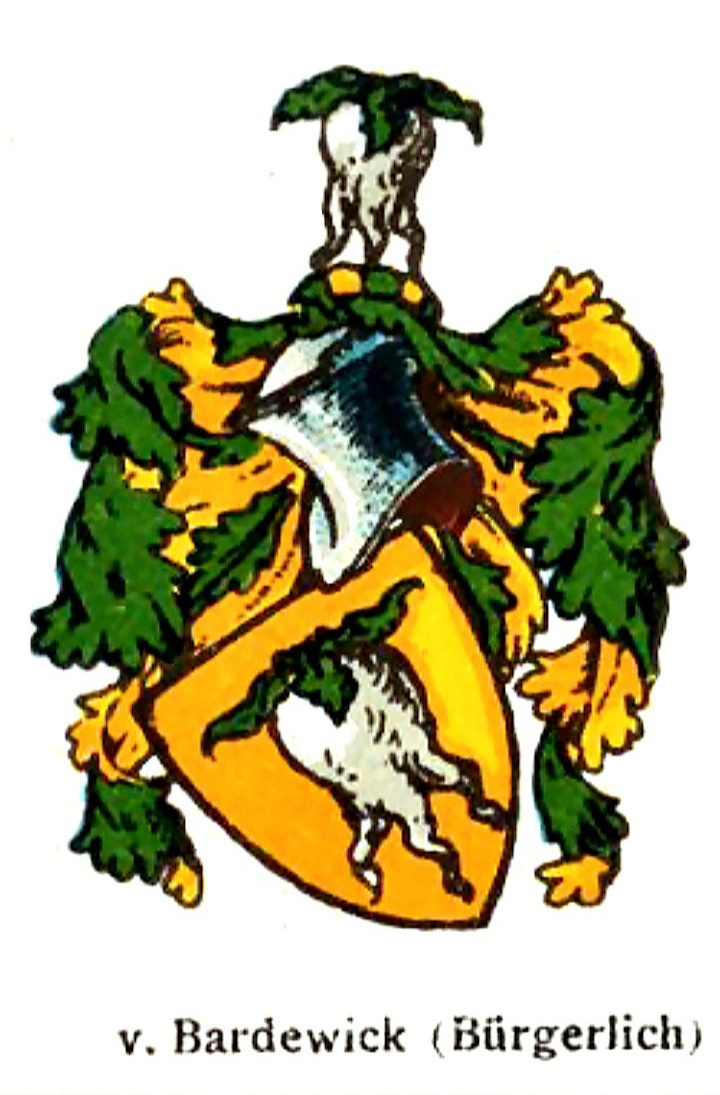
Wappen derer von Bardewick (Bardowick), eines Lüneburger Patriziergeschlechts
Wappen von Bardowick: im Burgtorbogen befindet sich ein Schild mit drei Petersilienwurzeln
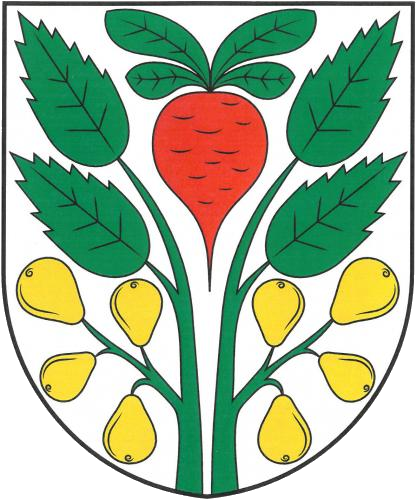
Wappen von Ober Repsch, mit Roter Rübe
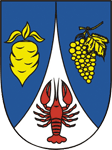
Wappen von Repischt

Bevorzugte heraldische Tinktur ist Gold oder Silber mit gleich oder abweichend gefärbten Blattwerk.
Die Anzahl der Rüben beschränkt sich auf eine im Wappen oder Feld. Sind mehrere, oft drei, im Wappen, sind alle Stellungen möglich.
Eine symbolische Bedeutung ist nicht erkennbar, abgesehen von der Rübe als Landwirtschaftszeichen der Region. Ein Beispiel: Schon vorher bedeutend, gehörte ab Mitte des 17. Jahrhunderts Rüben und Petersilienwurzeln zur größten Erwerbsquelle des Fleckens Bardowick bei Lüneburg. Das schlug sich auch im Gemeindewappen nieder: im Burgtorbogen befindet sich ein Schild mit drei Petersilienwurzeln. Eine Patrizierfamilie mit Namen Bardowick, auch Bardewick, welche von 1250 bis 1560 in Lüneburg ansässig war, und dem Nikolaus Bardewik entstammte, hatte eine weiße Rübe mit grünen Blättern im roten Wappenschild (der Schild irrtümlich auch golden dargestellt).